# Lycée de Galatasaray
Le lycée de Galatasaray (Galatasaray Lisesi, en turc), anciennement École impériale Mekteb-i Sultani, est un lycée situé à Istanbul. C'est le lycée le plus connu et le plus réputé de Turquie et c'est également le seul lycée public francophone. Toutes les matières scientifiques sont dispensées en français (la plupart du temps) par des professeurs français, tandis que les autres matières sont dispensées en turc par des professeurs turcs.

## Histoire

### École impériale de Galata Saray

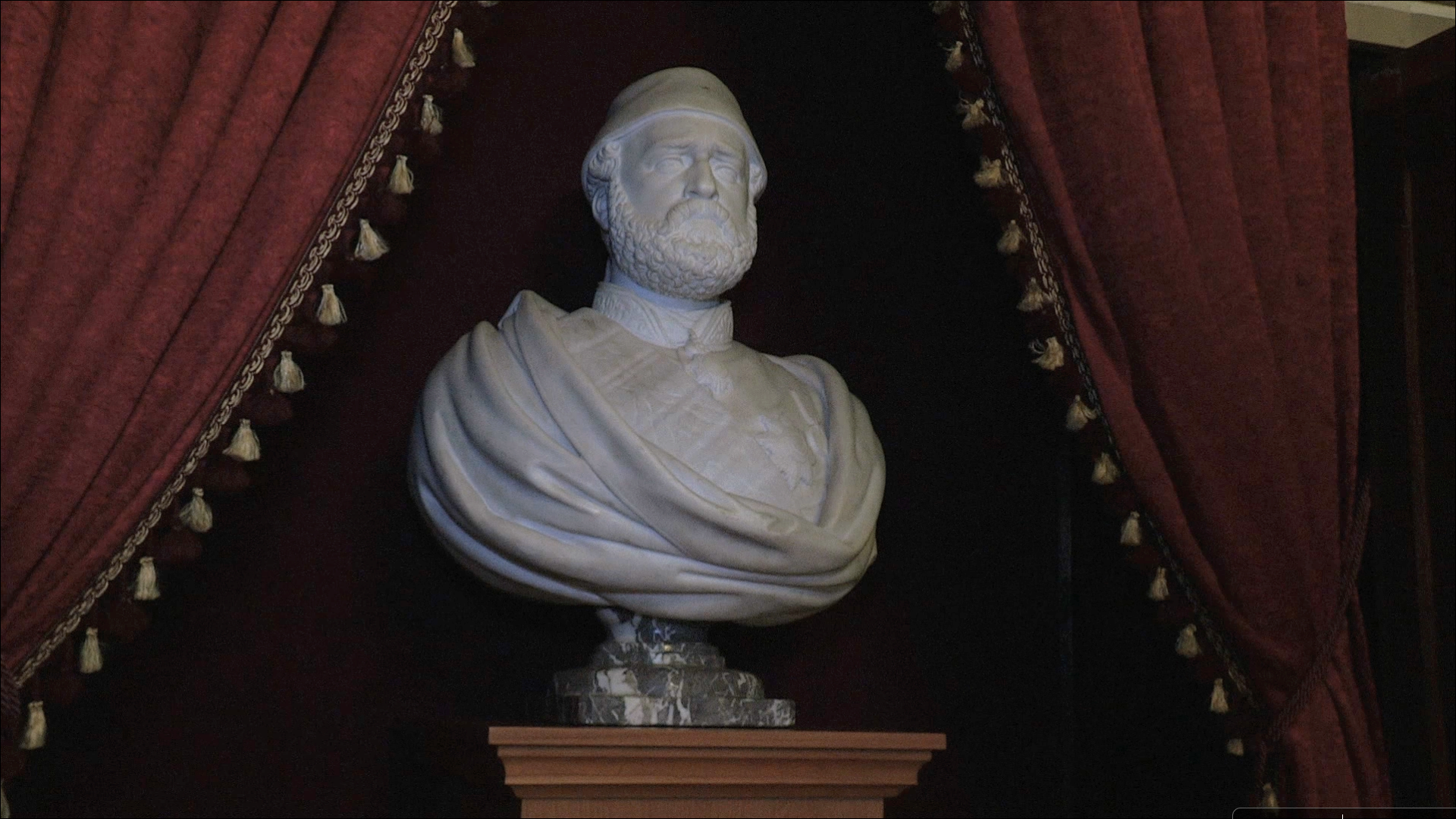
Buste d'Abdulaziz dans le lycée de Galatasaray.

La première institution éducative de Galatasaray, connue sous le nom d’École impériale de Galata Saray (Galata Saray -I Humayun Mektebi) avait pour mission d’instruire et de former les cadres destinés à l’administration du Palais (enderun). À cette époque, l’enderun, ou école du Palais, était un vaste complexe édifié dans les jardins du Palais, comprenant des salles de classe, une bibliothèque et une salle du trésor, nécessaires aux sultans ottomans.
Les personnes attachées à cette école, qui renseignaient aussi les personnages importants de l’administration ottomane, au premier rang desquels le Sultan lui-même, recevaient leur formation, de 1481 à 1715, à l’école impériale de Galatasaray.

### Légende de Gül Baba[1]et création
Selon ce que raconte Evliya Çelebi, le sultan Bajazet II, un jour d'hiver qu'il était à la chasse sur les collines de Galata, aperçut, dans un grand jardin parfaitement entretenu, une cabane délabrée. Le propriétaire de cette masure, du nom de Gül Baba, lui ayant fait les honneurs de son jardin, le sultan voulut le récompenser et, selon le désir exprimé par celui-ci, fit édifier à cet endroit une école et un hospice (darülşifa).
La légende veut donc que l'école ait été fondée après. Toutefois on sait que le sultan Fatih Mehmet, conquérant d'Istanbul, désirait un établissement pour former des cadres civils et militaires de l'Empire ottoman. À cette époque, les autres lycées n'étaient que des écoles coraniques. Son fils, le sultan Bajazet II, réalisa l'idéal de son père en 1481 en fondant l'École du Palais de Galata ("Galata Sarayi Enderunu") et apporta ainsi une contribution essentielle au système éducatif du Palais.
La discipline et l'éducation étaient des priorités du lycée. Notamment l'éducation était plus développée que dans les écoles coraniques. Les élèves étudiaient les sciences, l'art et les langues. Plusieurs ministres (vizirs), premiers ministres (grands vizirs), généraux d'armée, préfets de régions et autres hauts fonctionnaires de l'Empire furent diplômés de ce lycée,.

### Évolution
En 1675, à la suite d'une sédition, les plus doués parmi les jeunes gens de l'école (içoğlan) furent envoyés au Palais et les autres furent distribués dans différentes unités de cavalerie; l'école resta fermée pendant dix ans. Rouverte après cette date, elle se chargea à nouveau de l'éducation des jeunes gens destinés au Palais.
En 1838, après un incendie qui avait ravagé l'ancien bâtiment, le lycée fut entièrement reconstruit et devint une faculté de médecine (Tibbiye-i Adliye-i Sahane).
En 1867, après sa visite de l'exposition universelle à Paris, le sultan Abdülaziz décida de restructurer l'école du Palais de Galata. Cette restructuration fut faite avec l'aide de Victor Duruy, ministre français de l'Instruction publique de l'époque. À la fin de la restructuration en 1868, l'école du Palais de Galata devint le lycée impérial ottoman de Galatasaray (Mekteb-i Sultani). L'école devint le symbole des réformes du Tanzimat, parallèles à l'occidentalisation recherchée par l'Empire Ottoman. En effet, le besoin se faisait sentir d'un établissement où loger les programmes d'éducation occidentaux, différents de l'éducation traditionnelle, afin de former les cadres qui mettraient en pratique les réformes dans les domaines juridique, politique et social. Ernest de Salve-Villedieu est le premier directeur français du lycée,.

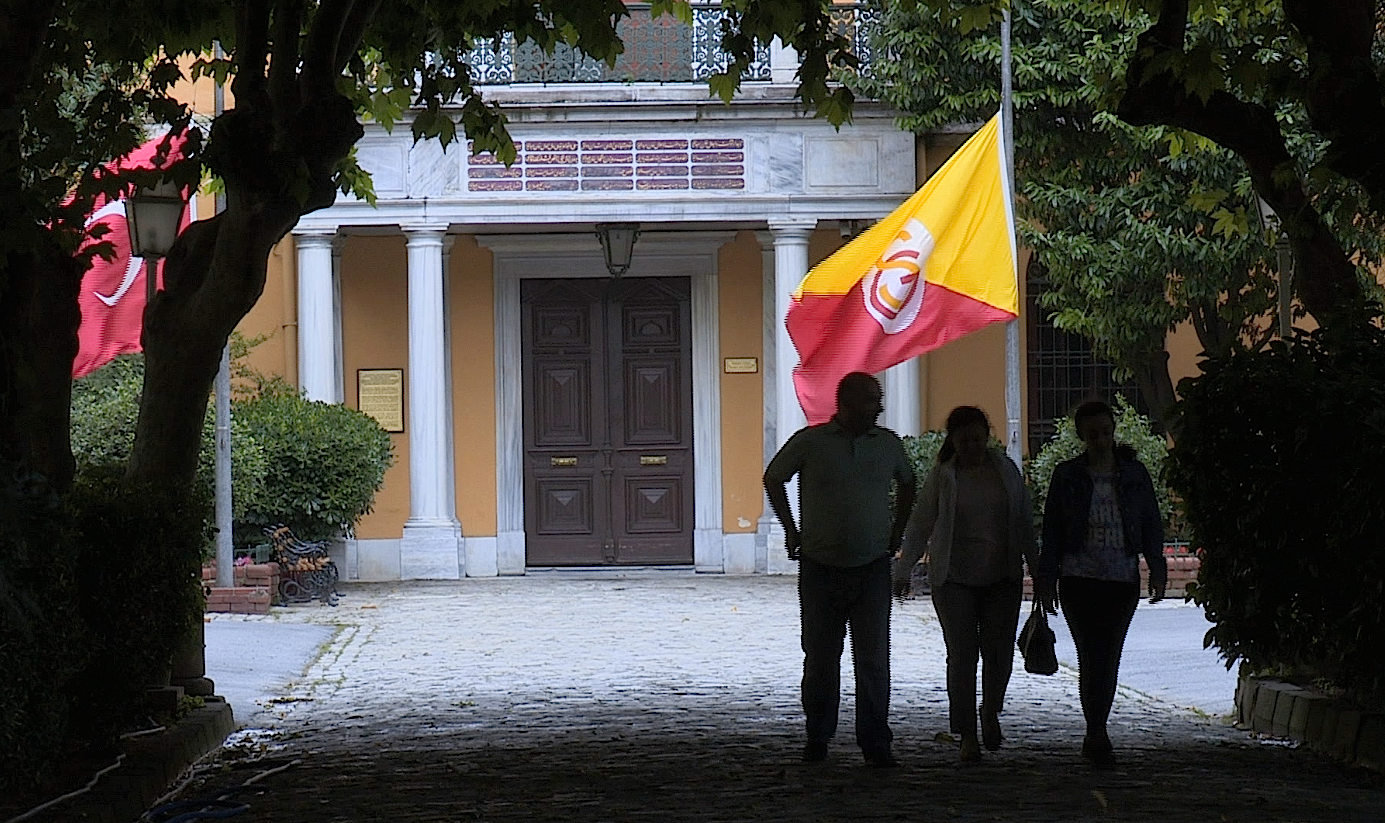
Cour exterieure.

Grâce aux efforts déployés par Cemil Paşa, alors ambassadeur turc à Paris, et Fuad Paşa, ministre des Affaires étrangères, l'établissement dispensait un enseignement équivalent, pour les contenus et la qualité, à celui des lycées français. À côté des élèves musulmans, prenaient place également des élèves catholiques, orthodoxes et juifs. Les élèves pouvaient intégrer l'école de 9 à 12 ans, et selon leur niveau de langue en français ou en turc, étaient versés dans les classes préparatoires. En 1908, sous l'impulsion de Tevfik Fikret, alors directeur, la durée de chacun des cycles d'enseignement : primaire, collège, lycée est portée à trois ans, soit un cycle complet d'enseignement de neuf ans. Par ailleurs, des cours optionnels de persan, arabe, italien, latin, grec, arménien et allemand sont institués, à côté de leçons de piano et de violon.

### Depuis 1924
À partir de 1924, l'établissement, dorénavant appelé Lycée de Galatasaray, dispense un enseignement en accord avec les principes de la République. L'obligation de parler français pendant les récréations est levée et les cours de culture générale sont donnés en turc. En 1965, les premières filles sont acceptées dans le lycée et reçoivent les cours dans les bâtiments d'Ortaköy (Feriye Saraylar), alloués à Galatasaray par Atatürk au début des années trente. En 1968, à l'occasion des cérémonies marquant le centième anniversaire de la fondation du Lycée impérial, le général de Gaulle, alors président de la République française, visite le lycée. En 1975, l'établissement entre dans la catégorie des lycées dits « anatoliens », avec un cycle complet d'enseignement de huit ans. Enfin, le 14 avril 1992, par le protocole signé entre François Mitterrand, président de la République française, et Turgut Özal, huitième président de la république de Turquie, prend naissance l'Établissement d'enseignement intégré de Galatasaray (E.E.I.G, en turc G.E.Ö.K), qui réunit l'école primaire, le lycée et l'université. En 1994, E.E.I.G est transformé en statut d'université mais le lycée reste le centre de l'établissement.

## Charte de Galatasaray

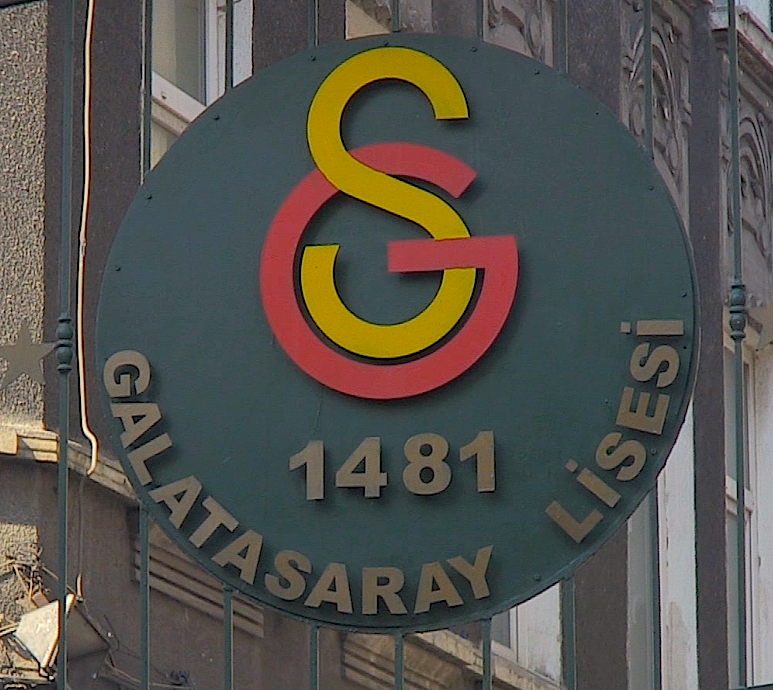
Enseigne sur le portail du lycée.

Amicale de Galatasaray s'est récemment dotée d’une Charte, rédigée par l’Amicale de Galatasaray, a été révisée et imprimée avec la contribution du Comité de Coordination des Institutions de Galatasaray (GTIK). Cette charte reprend les valeurs incontournables et représentatives de la philosophie de Galatasaray. Elle renforce les liens entre ses membres et lui assure une dimension humaniste toujours plus grande.
Neuf piliers en assurent les fondements :
- Éthique,
- Solidarité,
- Ouverture d’esprit,
- Laïcité,
- Abnégation,
- Homme de mission,
- Sens de l’humour,
- Respect des aînés,
- Protection des cadets.

## Élèves

### Vie quotidienne
Les élèves attribuent un numéro à chaque promotion. Ceci, par la suite, assure les relations entre les différents Galatasaraylı (membre de Galatasaray). Par exemple, la promotion qui a fini le lycée à la fin de l'année scolaire 2000-2001 est numérotée 133 (car 2001-1868=133).
Le lycée de Galatasaray est le seul lycée où les élèves ne portent pas d'uniforme. Les élèves ont « leur mot à dire » pour contribuer à la vie de tous les jours[réf. nécessaire].

### Activités
Dans le lycée de Galatasaray, les activités sociales sont au moins aussi importantes que les activités scolaires. Les élèves ont la liberté de diriger ces activités et y participer. De nombreuses activités culturelles, scientifiques et sportives y sont réalisés.

## Atatürk et Galatasaray

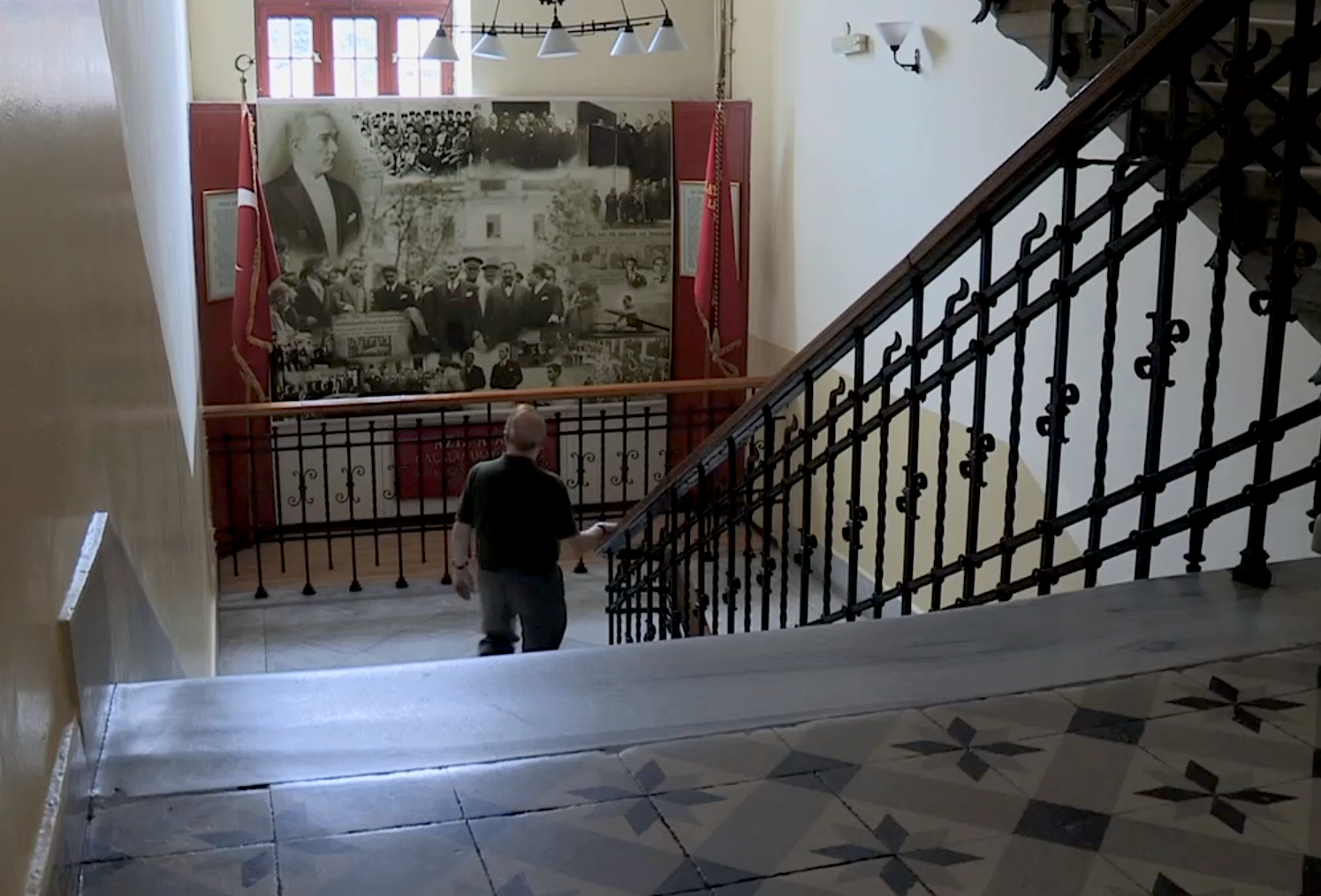
Portrait d'Atatürk dans un escalier du lycée.

Le fondateur de la Turquie, Atatürk, était conscient de l'importance qu'il faut donner aux établissement qui contribuent à l'éducation des futures dirigeants que ce soit dans la politique, la science, l'art ou autre. Atatürk a visité 3 fois le lycée de Galatasaray. Pour lui, le lycée de Galatasaray était « une fenêtre qui s'ouvre à l'Occident »[réf. nécessaire].
La première visite se fait le 2 décembre 1930. En fait dans ces années, la Turquie ainsi que le monde étaient agités politiquement et socialement. Atatürk décide alors faire un tour du pays le 18 novembre 1930. Après être retourné à Istanbul, il visite quelques écoles dont le lycée de Galatasaray. Il a discuté avec le directeur du lycée et a signé le cahier de souvenir de la bibliothèque.
La deuxième visite d'Atatürk était le 28 janvier 1932. Au cours d'une promenade en voiture à Beyoğlu il décide de voir une pièce de théâtre montée par les élèves.
La troisième visite d'Atatürk était le 1er juillet 1933 au cours de laquelle il a participé aux examens de baccalauréats et a posé de nombreuses questions aux élèves.

## Pilav de Galatasaray

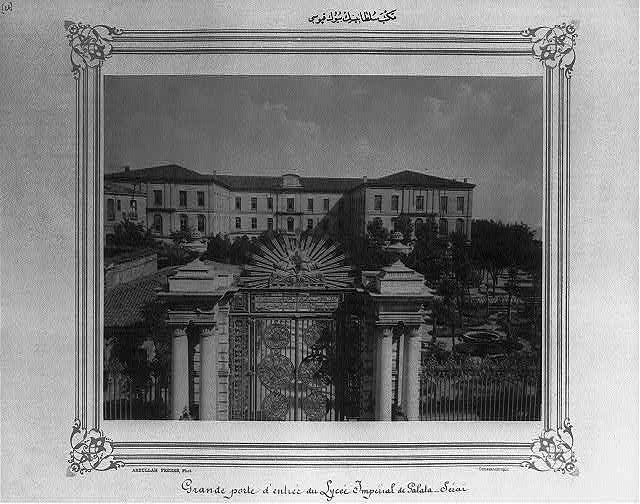
Portail du lycée, gravure.

L’association des anciens de Galatasaray célèbre chaque année la fête du lycée par le traditionnel pilav le premier dimanche de juin. C'est en effet le 1er juin 1934 que, sur décision de cette association, fut servi pour la première fois ce pilav, qui allait devenir une tradition chère à la communauté de Galatasaray. Par ailleurs, dans le déroulement normal de la vie du Lycée, ce plat est servi au menu du vendredi midi aux élèves et au personnel. Ce pilav, qui outre le riz comprend des raisins secs, des pignons, et du foie, est accompagné de viande d'agneau, et préparé depuis l'origine par les chefs cuisiniers du Lycée.
C'est une occasion pour tous les membres de Galatasaray de se retrouver et de s'échanger des souvenirs, des idées, s'entraider, etc.

## Club de football
Le club de football de Galatasaray fut fondé le 1er octobre 1905 par Ali Sami Yen et ses amis, des étudiants du lycée de Galatasaray.

## Établissements liés
L'université Galatasaray et l'École primaire de Galatasaray furent créées le 14 avril 1992 à la suite d'un accord entre la France et la Turquie signé par les présidents François Mitterrand et Turgut Özal, dont l'ambassadeur Coşkun Kırca fut la force motrice. Ces établissements suivent l'esprit du lycée de Galatasaray. Ce sont des établissements publics turcs francophones établis à Istanbul.

## Locaux
Le lycée de Galatasaray se trouve à Beyoğlu, Istanbul au milieu de l'avenue Istiklâl.
- Voici la visite virtuelle du lycée de Galatasaray
- Voici la vue du lycée de Galatasaray sur Google Maps

## Personnalités diplômées de Galatasaray
Nombre de personnalités turques de premier plan sont diplômées du lycée de Galatasaray parmi lesquelles on peut citer :
- Ali Sami Yen
- Barış Manço
- Bülent Tanör
- İlhan Usmanbaş
- Nazım Hikmet
- Mert Kaya
- Ali Dogan Sinangil
- Yildirim Keskin
- Melik Şah Altuntaş
- Feza Gürsey
- Ahmet Haşim
- Ulvi Cemal Erkin
- Reşat Nuri Güntekin
- Tevfik Fikret
- Cemal Reşit Rey
- Ahmet Taner Kışlalı
- Fatin Rüştü Zorlu
- Ziya Osman Saba
- Cisil Muz
- Ferhan Şensoy
- Haldun Dormen
- Aydemir Akbaş
- Yohann Bourgeois
- Zeynep Meriç Aral
- Işıl Kasapoğlu
- Cyril Turban
- Engin Ardıç
- İlhan Mimaroğlu
- Abdülhak Şinasi Hisar
- Kemal Tahir
- Haldun Taner
- Nergis Pürnese
- Nihat Erim
- Çetin Altan
- Yalçın Tura
- Esat Mahmut Karakurt
- Mehmet Ali Aybar
- Sadun Boro
- Asaf Halet Çelebi
- Sıddık Sami Onar
- Candan Erçetin
- Turgay Şeren
- Mehmet Günsür
- Özdemir Asaf
- Ziyad Ebüzziya
- Cihat Burak
- Zeki Ömer Defne
- Ahmet Kutsi Tecer
- Tahsin Yücel
- Aydın Köksal
- Erol Özbilgin
- Aleko Mulos
- Cezmi Or
- Selim Sırrı Tarcan
- Ali Suat Hayri Ürgüplü
- Hamdullah Suphi Tanrıöver
- Mümtaz Soysal
- Timur Selçuk
- Berker Mor
- Hale Tekinkalp
- Cem Uygun
- Sedat Simavi
- Bekir Sami Bey
- Nadir Sönmez
- Hıfzı Topuz
- İlhan Ayverdi
- Orhan Veli
- Okan Bayülgen
- Bengü Sülüsgil
- Tuna Kiremitçi
- Sait Bingöl
- Erol Günaydın
- Tibet Aksoy
- Deger Eraybar
- Yavuz Isilay
- Ali Sirmen
- Erdogan Teziç
- Sedef Ecer
- Atila Alpöge
- Selin Altıparmak
- Şükrü Munoğlu
- Serdar Savaşır
- Ufuk Mestanogullari
- Refii Cevat Ulunay
- Ali Sururi
- Gad Nassi
- Daron Acemoğlu